# Crassocephalum bauchiense
Espèce
Synonymes
- Gynura bauchiense Hutch.[2]
- Gynura bauchiensis Hutch.[3]
- Gynura caerulea Hutch. & Dalziel[3]

Statut de conservation UICN

 VU B2ab(iii) : Vulnérable
Crassocephalum bauchiense est une espèce de plantes à fleurs dans le genre Crassocephalum et la famille des Asteraceae, présente en Afrique tropicale.

## Étymologie
Son épithète spécifique bauchiense fait référence au plateau de Bauchi (Nigeria) où des spécimens ont été découverts.

## Description
Cette plante originaire du Cameroun est principalement présente dans les savanes humides et marécageuses dont la disparition progressive menace l'espèce. Crassocephalum bauchiense est d'ailleurs classée sur la liste rouge des espèces menacées de l'UICN (Union internationale pour la conservation de la nature).
C'est une plante annuelle herbacée très ramifiée pouvant atteindre 40 à 120 cm de haut.
Les feuilles sont alternes et pétiolées. Leur nervation est pennée.
Les fleurs sont hermaphrodites, de couleur mauve pâle. La corolle est tubulaire et mesure 6 à 7 mm de long.
L'akène mesure entre 2,5 et 3 mm de long. Le pappus permettant la dispersion du fruit mesure 6 à 7 mm de long

## Usages
Crassocephalum bauchiense est utilisée en médecine traditionnelle camerounaise pour soigner de nombreuses pathologies telles que les maladies inflammatoires, les infections intestinales, les insomnies ou encore l'arthrite.
Des études récentes se sont intéressées à l'action antibactérienne de la plante ainsi qu'à son action de stimulation du système immunitaire afin de combattre certaines bactéries résistantes aux antibiotiques classiques. Des analyses phytochimiques ont révélé la présence de divers composés dans les extraits de feuilles de Crassocephalum bauchiense¨: phénols, alcaloïdes, flavonoïdes ou encore triterpènes. Des résultats in vitro ont cependant montré qu'une autre substance stimulait la prolifération de lymphocytes et de macrophages: l'acétate d'éthyle. Les propriétés de cette dernière  explique en partie l'efficacité de la plante en médecine traditionnelle dans le traitement des infections.
Il existe d'ailleurs des pommades à l'extrait de Crassocephalum bauchiense employées pour leur efficacité dans le traitement des dermatoses aux bactéries, levures et dermatophytes.
La médecine moderne s'intéresse également à cette plante pour son potentiel dans le traitement de l'épilepsie et de certains troubles neurologiques. Les extraits de feuilles de Crassocephalum bauchiense possèdent en effet des propriétés antipsychotiques et sédatives sur les rongeurs. Celles-ci seraient liées au blocage des récepteurs de la dopamine D2 ainsi que des récepteurs GABAergiques. Au vu des résultats prometteurs obtenus, les études cherchent désormais à identifier précisément les substances actives présentes dans les extraits de Crassocephalum bauchiense ainsi que leurs modes d'action.

## Distribution
L'espèce est présente dans quatre régions du Cameroun, et en particulier sur les monts Bakossi, le mont Cameroun et le mont Oku, également au Nigeria sur le plateau de Bauchi, le plateau de Jos, le mont Paw Paw, ainsi qu'en Guinée équatoriale sur l'île de Bioko.